# El Carpintero, Puebla
El Carpintero är en ort i Mexiko.   Den ligger i kommunen San Sebastián Tlacotepec och delstaten Puebla, i den sydöstra delen av landet, 270 km sydost om huvudstaden Mexico City. El Carpintero ligger 1 107 meter över havet och antalet invånare är 169.
Terrängen runt El Carpintero är mycket bergig. Runt El Carpintero är det ganska tätbefolkat, med 120 invånare per kvadratkilometer. Närmaste större samhälle är Huautla de Jiménez, 14,9 km söder om El Carpintero. I omgivningarna runt El Carpintero växer i huvudsak städsegrön lövskog.